# Novetlè
Novetlè (wym. [noveˈlːɛ], hiszp. Novelé, wym. [noβeˈle) – gmina w Hiszpanii, w prowincji Walencja, we wspólnocie autonomicznej Walencja, o powierzchni 1,47 km². W 2011 roku liczyła 874 mieszkańców.
Do roku 2023 nazwy gminy w języku hiszpańskim Novelé i walenckim (katalońskim) Novetlè były równoważne, jednak na mocy dekretu Rady Generalitat Valenciana z 31 marca 2023 r. jako wyłączną przyjęto nazwę walencką.